# Eugen Fried
Pour les articles homonymes, voir Fried.
Eugen Fried, né le 13 mars 1900 à Trnava (Autriche-Hongrie) et mort à Bruxelles le 17 août 1943 , fut le représentant de la IIIe Internationale auprès du Parti communiste français.
À la suite de Pierre Daix, les historiens Stéphane Courtois et Annie Kriegel le considèrent comme le « véritable chef » du PC de 1930 à 1939,,,.

## Biographie

### Jeunesse et formation
Fils de commerçants juifs de Slovaquie, Eugen Fried commence des études de chimie à l'université de Budapest. Il s'initie à l'action révolutionnaire en 1919, lors de la République des conseils de Budapest qui voit la prise du pouvoir par les communistes de Béla Kun. Il est alors condamné pour la première fois à la prison. Il est expulsé en Tchécoslovaquie. Polyglotte, cet « agent léniniste » est chargé par Moscou de faire le ménage parmi les transfuges tchèques de la social-démocratie dont le « réformisme ». Il devient rapidement un membre clef du bureau politique du Parti communiste tchécoslovaque. De 1925 à 1927, il est à nouveau emprisonné, puis connaît des ennuis avec le Komintern, qui le soupçonne de « gauchisme ». En 1929, il participe au renversement des anciens dirigeants sociaux-démocrates au profit d'hommes plus fidèles à l'Union soviétique. Fried étant d'origine hongroise et de confession juive, le poste de secrétaire général du parti lui est définitivement refusé.
Il rentre à Moscou en 1930 et rejoint l'appareil central de la IIIe Internationale. Après quelques missions en Ukraine, en Suisse et en Hongrie, Dmitri Manouïlski l'envoie en France pour « staliniser » le Parti communiste, alors en pleine crise.
Avec Ana Pauker, il a eu une fille nommée Mașa ou Marie née en 1932, élevée en France par Aurore Membœuf, la première femme de Maurice Thorez de 1933 à 1945.

### Parti communiste
Eugen Fried arrive clandestinement à Paris en 1931 et a tout pouvoir sur les dirigeants du parti français. Dès l'été 1931, celui qu'on appelle « camarade Clément » monte une affaire de « fractionnisme » contre les deux principaux responsables du Parti communiste (PC), Henri Barbé et Pierre Celor, qu'il fait exclure du bureau politique. Il installe alors son équipe, composée de Maurice Thorez, Jacques Duclos, Benoît Frachon, André Marty et Maurice Tréand. Cette nouvelle direction va personnaliser le communisme français pendant plus de trois décennies. Pour le poste de secrétaire général, il préfère Thorez, qu'il intronise en 1934, plutôt que Jacques Doriot, dont l'obéissance envers le Komintern laisse à désirer.
En 1934, il se met en ménage avec Aurore Membeuf, la première femme de Thorez, ce dernier s'étant mis en couple avec Jeannette Vermeersch. Il est la véritable éminence grise de Thorez, transmettant les ordres venus du Kremlin. Pour les autres, il crée une « commission des cadres », chargée de recenser, sélectionner, promouvoir et surveiller les principaux responsables. Cette police du parti leur inculque une discipline militaire. Chaque responsable, jusqu'au chef de cellule, doit remplir un questionnaire biographique en répondant à 74 questions touchant à sa formation, à ses lectures mais aussi à sa famille et à sa vie intime.
Selon Pierre Daix, c'est lui qui invente en 1934 le mot d'ordre de Front populaire dont l'application de la tactique contribuera grandement à l'expansion du parti. Cependant, l'expression « Front populaire » aurait été attestée sous la plume de Thorez dès 1933[source insuffisante].

#### Komintern
Avec le déclenchement de la Seconde Guerre mondiale en 1939, Eugen Fried est amené à diriger, depuis Bruxelles, la direction clandestine du Komintern pour toute l'Europe de l'Ouest, où il assurera entre autres le contrôle du PC clandestin. L'antenne du PC à Bruxelles est alors dirigée par Duclos, les liens avec le Kremlin sont, entre autres, assurés par un émetteur-récepteur en ondes courtes. Duclos est alors l'un des « sommets » du triangle de direction. Les deux autres sont Thorez, réfugié à Moscou dès le 8 novembre 1939, et Charles Tillon, resté en France, d'où il organisera la résistance communiste et les Francs-tireurs et partisans à partir de l'invasion de l'Union soviétique par l'Allemagne nazie (22 juin 1941).

### Assassinat
Eugen Fried, dit Clément dans la Résistance, est assassiné le 17 août 1943 par la Gestapo allemande qui ne savait pas à qui elle avait tendu une souricière, lors de sa série d'arrestations dans les milieux communistes. Les historiens Claude Coussement et José Gotovitch ont travaillé sur des documents de la police allemande qui les ont conduits à l'homme qui a permis aux Allemands de tendre une souricière dans la maison bruxelloise qui servait aux liaisons de Fried. Cet homme, un Néerlandais retrouvé par Coussement, ignorait l'importance de cette adresse jusqu'à son entrevue avec ce dernier.
La mort d'Eugen Fried a été ultérieurement l'objet d'une controverse à la suite de la publication des affirmations de Lise London, l'attribuant à l'action des services spéciaux soviétiques. Cette thèse a été infirmée par les historiens Annie Kriegel et Stéphane Courtois, auteurs de l'ouvrage de référence sur la question.